# James Dunlop
Pour les articles homonymes, voir Dunlop (homonymie).
James Dunlop (Dalry, North Ayrshire, 31 octobre 1793 – Killcare (en), Nouvelle-Galles du Sud, 22 septembre 1848), est un astronome écossais reconnu pour son travail en Australie.
Durant les années 1820 et 1830, il a été l'assistant-astronome de Thomas Brisbane pour son observatoire privé de Parramatta (« Paramatta » à l'époque), en Nouvelle-Galles du Sud. Dunlop a été surtout un observateur visuel, fait un travail d'astrométrie stellaire pour Brisbane. Par la suite, il a découvert et catalogué de nombreuses étoiles-doubles et des objets du ciel profond.
Il devint plus tard surintendant de l'observatoire de Paramatta et l'a finalement vendu au gouvernement de Nouvelle-Galles du Sud.